# Zakamensk
Zakamensk (in russo Закаменск?, in buriato Захаамин) è una città della Russia asiatica, posta sulla riva sinistra del fiume Džida, nella Repubblica autonoma della Burazia, di cui è centro amministrativo in Siberia.
La popolazione è di 11.249 persone (2017).

## Storia
Fondata nel 1893 come insediamento per le estrazioni minerarie, fino al 1959 si chiamava Gorodok (in russo Городок?).
La storia della città è strettamente connessa alla scoperta e allo sviluppo di depositi dei minerali come tungsteno e molibdeno e della sua produzione di concentrato nell'impianto di estrazione e lavorazione Džidinsky. Nel 1929, A. V. Arsenyev, dottore in scienze geologiche e mineralogiche, scoprì l'esistenza di un deposito di tungsteno naturale nel distretto di Zakamensky nella Repubblica socialista sovietica autonoma di Buryat-Mongol. Il 9 luglio 1932, un gruppo di esploratori geologi guidato da M.V. Besova rilevò la prima vena di quarzo con grandi cristalli di tungsteno nella valle del Gujirka, aprendo il deposito di tungsteno Džidinsky.

### Villaggio Gornyatsky
Il 2 marzo 1933 nacque il villaggio di lavoro di Gorodok. 
L'11 ottobre 1934, il commissario popolare dell'industria pesante dell'Unione Sovietica, Grigorij Konstantinovič Ordžonikidze firmò un ordine per aprire il deposito Džidastroy, fu avviata la costruzione dell'impianto Džidinsky di tungsteno-molibdeno. Inizialmente, l'insediamento dei lavoratori era situato sul sito del villaggio di Modonkul, che si trovava alla confluenza del fiume Modonkul con il lago Jida.
Nel 1935, fu scelto un luogo per la fondazione del villaggio di lavoro di Džidastroy - tra il villaggio di Modonkul e la miniera di Inkur, in un vasto bosco di ciliegi. Già in autunno fu costruita una strada, furono costruite case, una tavola calda, un negozio e una banja (sauna russa). L'anno seguente furono erette caserme per i lavoratori e nello stesso anno fu costruito un ponte sul fiume Džida, di conseguenza iniziarono ad importare macchinari e attrezzature pesanti, fu avviata così la miniera di Holtoson. Il molibdeno è stato scoperto nella zona di Pervomajsky. La quota di tungsteno locale era del 65% della produzione in tutto il paese.
Nel 1938, il villaggio di Džidastroy ricevette ufficialmente lo status di insediamento di tipo urbano. Nel 1939 furono commissionati l'impianto di estrazione e lavorazione e la miniera di Holtoson. Nel 1941 fu costruita una ferrovia a scartamento ridotto e fu creata la miniera di molibdeno Pervomajsky. L'anno seguente iniziò a funzionare un impianto di concentrazione di molibdeno. 
L'impianto di estrazione e lavorazione è stato definalmente formato. Dopo l’inizio della Seconda guerra mondiale, l'impianto di estrazione e lavorazione di Tyrnyauz fu occupato, a seguito del quale l'impianto locale divenne il principale fornitore di tungsteno nel paese.
Il 13 febbraio 1941, l'ulteriore costruzione del complesso industriale di Džida fu trasferita al Commissariato del popolo per gli affari interni (NKVD) dell'Unione Sovietica.
Džidinlag venne organizzato in modo che la forza lavoro fosse fornita dai prigionieri.
A partire dal marzo 1943 i tedeschi deportati (principalmente donne, che erano state mobilitate per i lavori forzati) arrivarono a Džidastroy. Furono impegnati nell'estrazione e nel lavaggio del concentrato di minerale e nel disboscamento.

### Cittadina
Nel 1944, il villaggio di Džidastroy ricevette lo status di città e il nuovo nome "Cittadina". Sorsero il teatro e l'asilo nido e si sviluppò il settore dei servizi. Nel 1949, il campo di lavoro Džida fu trasformato nel LO UITLK del Ministero degli Affari Interni (ЛО УИТЛК МВД) della Repubblica Socialista Sovietica Autonoma Buryat-Mongol. Lo stesso complesso industriale Džida fu trasferito al Commissariato popolare per la metallurgia non ferrosa dell'Unione Sovietica nel 1945. Arrivò poi un folto gruppo di prigionieri giapponesi di guerra. Un gran numero di impiegati civili lavorava nello stabilimento, ma il numero di prigionieri coinvolti nel lavoro era ancora più alto. Nel 1953, il campo di lavoro di Džida fu chiuso, il che causò una forte riduzione del numero di lavoratori nello stabilimento. Per ricostituire il personale venne richiesto un gruppo di specialisti di altre regioni, che richiese molto tempo.

### Dopoguerra
Nel 1959, la città fu ribattezzata Zakamensk. Durante gli anni '50, apparve l'illuminazione stradale, furono costruite confortevoli case di 3-4 piani, furono aperti una scuola mineraria e un complesso di servizi per i consumatori.
Il 2 aprile 1963 Zakamensk fu trasformata in una città repubblicana. Bayangol, Inkur e Holtoson sono subordinate al Consiglio Comunale.
Il 13 gennaio 1965, la città di Zakamensk e il villaggio di Inkur dalla subordinazione repubblicana furono trasferiti nel distretto Zakamenskij (Zakamenskij rajon). La città di Zakamensk divenne un centro distrettuale.
Nel 1967, il Palazzo della Cultura fu costruito e commissionato con una sala contenente 600 posti a sedere. Nel 1973, la miniera Pervomaisky fu chiusa a causa del sovrasviluppo del deposito. Nel 1974, fu costruito un nuovo ponte sul fiume Džida e un aeroporto. Nel 1983 costruirono il cinema Gornyak con 400 posti a sedere. Nel 1989, lo stabilimento è stato riconosciuto come il vincitore del Concorso socialista all-union con la sua registrazione nel Board of Honor All-Union dell'Esposizione delle conquiste dell'economia nazionale dell'Unione Sovietica. Nel 1990 fu costruito l'edificio scolastico numero 5 per 1.500 studenti.

### Periodo Post Sovietico
Il 27 ottobre 1992 lo stabilimento fu trasformato nella società per azioni "complesso industriale di Džidinsky". A causa della conversione dell'industria militare, la produzione si è ridotta del 70%.
Nel 1995, la produzione di tungsteno rispetto al 1989 è diminuita di 4 volte. Goskomrezerv vende 13.500 tonnellate di tungsteno a prezzi di dumping, l'anno successivo il Kazakistan venderà anch'esso 10.000 tonnellate di tungsteno. I prezzi sul mercato mondiale sono diminuiti di un terzo, le vendite sono diminuite di 2,2 volte, di conseguenza i prezzi sono 1,5 volte superiori ai costi di produzione. Pertanto, le azioni avventate del governo in assenza di sostegno statale misero l'impresa in una situazione critica.
26 febbraio 1998 il complesso industriale di tungsteno-molibdeno di Džidinsky cessò di esistere. Nel 2006, la società "Zakamensk"  ha iniziato i lavori per l'estrazione del tungsteno del giacimento di Inkursky. Successivamente, dopo aver ottenuto le licenze per lo sviluppo di materiale di scarto, commissionò lo sviluppo della tecnologia per l'estrazione di metallo dalle sabbie. Nel 2008 è stata lanciata l'impresa di trasformazione dei rifiuti Džidinsky VMK, che estrae il tungsteno insieme all’oro e l’argento. Successivamente, nel 2010, la società Tverdosplav ha vinto una gara d'appalto per l'utilizzo del sottosuolo nell'area dei depositi di Kholtosonsky e Inkursky, progettando di costruire un nuovo impianto di estrazione e lavorazione negli anni successivi. Nel maggio 2014 è stato aperto il complesso sportivo universale Tamir. Il 5 maggio 2015, la città di Zakamensk ha ricevuto il titolo di "Città di valore e fama del lavoro". Il 7 maggio dello stesso anno, in un'atmosfera festosa in Piazza della Vittoria, il carro armato T-62K fu installato su un piedistallo in onore dei veterani dei lavoratori dello stabilimento Džidinsky per il Tungsteno-Molibdeno.

## Geografia
La città di Zakamensk, di formazione municipale, appartiene all’elenco dei comuni indipendenti della Federazione Russa con una situazione socioeconomica stabile.
È situata vicino alla zona di confine - per visitarla, è necessario presentare un passaporto di cittadinanza russa o il visto del servizio di frontiera. La cittadina è capoluogo del rajon Zakamenskij

### Posizione fisico-geografica
La città si trova nella parte sud-occidentale della Buriazia, vicino al confine con la Mongolia, a 404 km da Ulan-Udė, nella parte centrale della cresta di Džida. È situato nella zona montuosa della taiga della valle del fiume ModonKul - affluente del fiume Džida. In questa zona l'altitudine è di circa 1100 m sul livello del mare, montagne di media altitudine di 1300–1400 m adiacenti alla città.

### Ecologia
La città si trova nella zona della taiga di montagna, lontana da altri centri industriali, nella valle di un piccolo corso d'acqua originario della Mongolia. Tuttavia, la situazione ambientale nella maggior parte della città e dei suoi dintorni è estremamente sfavorevole. In termini ambientali, il territorio di Zakamensk e l'ex impianto di tungsteno-molibdeno di Džidinsky rappresentano la parte più sfavorevole del territorio naturale dei Balcani.

#### Problemi ambientali
L'impianto di Džida è tossico per l’ambiente naturale. I minerali sviluppati dall'impianto di tungsteno-molibdeno contengono elementi chimici appartenenti a diverse classi di pericolo: classe I - cadmio, piombo, zinco, fluoro;  classe II - molibdeno, calcio; classe III - berillio, tungsteno, bismuto rubidio, cesio. Inoltre, sono state sviluppate rocce con alto contenuto di solfuri. Quando si cercava di arricchire il minerale di tungsteno-molibdeno, venivano usati dei reagenti tossici: cherosene, acido solforico, xantato, olio di pino, silicato di sodio, ecc., che si univano anche nei materiali di scarto. Infine, durante il funzionamento dell'impianto Džidinsky di Tungsteno-Molibdeno sono stati generati 44,5 milioni di tonnellate di rifiuti. I rifiuti parzialmente industriali sono stati usati per costruire parte della città come strade ed edifici. Nella produzione inquinarono quindi acque superficiali e sotterranee, i suoli, la vegetazione, l'aria. 
Le principali fonti di inquinamento sono le sabbie artificiali degli scarti provenienti dall'impianto di Džida, dalla miniera, dall'ammissione, dalla cava, dalle acque sotterranee di Gudžirka, Inkur e Zapadnaya, contenenti forme solubili in acqua di elementi minerali e inquinando il suolo attraverso la superficie e il deflusso sotterraneo verso i territori e le acque dei fiumi Modonkul e Myrgenšeno. Nelle miniere, l'eccesso di concentrazione massima ammissibile di alcuni elementi (Cd, Pb, Zn, F, Cu, W, Mn, ecc.) appartenenti alla classe di pericolo I - III vicino a fonti di inquinamento raggiunge e supera decine e centinaia di volte la concentrazione massima ammissibile di questi elementi secondo gli indicatori dell'inquinamento geochimico totale. Le condizioni del suolo della periferia e la città stessa sono valutate molto pericolose.
L'area del territorio ecologicamente sfavorevole è di 867 ettari, di cui 487 ettari a Zakamensk (68,53% del territorio cittadino), 380 ettari sono miniere e discariche.
Sul territorio della città stessa, in base all'indicatore totale di inquinamento con elementi chimici (Cu, Zn, As, Pb, Mo, W, Cd, Sb), si distinguono: - un'area di disastro ambientale di 281,3 ettari (39% del territorio della città) - una zona di emergenza ambientale di 205,8 ettari (29% della città) [17].
La situazione è aggravata dalla posizione sfavorevole della prima discarica, chiusa nel 1958 - su una collina alla periferia della città. Di conseguenza, durante il periodo delle piogge, i metalli pesanti migrano grazie alle acque piovane e sotterranee attraverso aree densamente popolate della città, inquinando la riva destra della città con flussi di dispersione di composti metallici idrosolubili. Inoltre, durante i venti forti, sono frequenti tempeste di polvere, che causano la dispersione di sabbie artificiali lungo i piedi della montagna per circa 15 km.
Il fiume Modonkul è infatti uno dei corpi idrici più inquinati della regione del Baikal come hanno rivelato gli studi.

#### Misure per eliminare i problemi ambientali
Il lavoro al progetto "Eliminazione degli impatti negativi dei residui artificiali dell'impianto di tungsteno-molibdeno di Džidinsky nel distretto di Zakamensk nella Repubblica di Buriazia" (prima fase) è stato sviluppato nel 2007 per ordine del Comitato di Stato per la protezione della natura della Repubblica. Nel 2010, le autorità della repubblica hanno introdotto la questione della liquidazione della discarica come proposta all'obiettivo del programma federale "Protezione del lago Bajkal e sviluppo socioeconomico del territorio naturale del Bajkal". Le autorità federali hanno pianificato di stanziare 4 miliardi di rubli per le attività del progetto fino al 2020. Questo progetto sarà guidato dal programma federale mirato per eliminare il danno ambientale accumulato.
Nell'ambito del programma repubblicano “Sicurezza ecologica nella Repubblica di Buriazia per il periodo 2009-2011 e per il periodo fino al 2017”, con il coinvolgimento di fonti di finanziamento federali e regionali, è stata avviata l'attuazione delle misure della prima fase del progetto “Eliminazione delle conseguenze ambientali dello stabilimento di Džida Tungsteno-Molibdeno”. La competizione per l'esecuzione dei lavori su questo progetto è stata vinta dalla compagnia "Zakamensk", durante il processo delle rocce della discarica di Džida con un volume di 3,2 milioni di tonnellate, che copre un'area di 452 ettari, sono state gettate nello stagno di Barun-Naryn allo scopo di essere ulteriormente lavorate presso l'impianto di concentrazione della società "Zakamensk". 
La società Gidrospecstroj nel 2011 è diventata il contraente nell'ambito del contratto statale per la "seconda fase di misure per eliminare le conseguenze ambientali dell'impianto di tungsteno-molibdeno di Džida nel distretto di Zakamensk nella Repubblica di Buriazia". Il progetto per la seconda fase del lavoro non includeva un programma di riabilitazione medica e sociale della popolazione, che ha portato ad un'accesa discussione pubblica. Di conseguenza, il governo della Buriazia ha promesso di stanziare fondi per la ricerca medica, per valutare lo stato di salute della popolazione di Zakamensk. Questo lavoro sarà coordinato dalla sezione Buryat del "Centro scientifico per la salute, la famiglia e la riproduzione umana".
Nel corso del lavoro della seconda fase, continuerà la rimozione dei rifiuti dal laghetto di scarichi di Džida, ci sarà la costruzione di numerosi complessi di strutture di trattamento vicino alla città e miniere per il trattamento delle acque piovane, delle acque del sottosuolo, misure antierosione delle miniere, demolizione di edifici abbandonati e strutture dell'impianto, continuerà la bonifica su un territorio di 613,8 ettari (comprendenti anche zone della città) e sarà effettuato un monitoraggio sistematico della situazione ambientale.
Nel 2016 sono stati pubblicati i primi risultati degli studi medico-sociologici e biogeochimici completi condotti dagli specialisti del "Centro scientifico federale per le tecnologie di gestione dei rischi sanitari e preventivi della sanità pubblica". Nel corso della ricerca scientifica, è stata effettuata una valutazione igienica della qualità dell'ambiente (aria, suolo, acqua potabile, prodotti alimentari), dello stato di salute di bambini e adulti nella città di Zakamensk e nel villaggio di Mikhailovka, e sono stati analizzati dati statistici e risultati scientifici.
Gli studi sulle fonti di acqua potabile hanno rivelato un eccesso di alcuni elementi Fe, Ni, Cd e Pb nei campioni di pozzi. L'acqua nel sistema di approvvigionamento idrico centralizzato soddisfa i requisiti di igiene; nei pozzi privati, la concentrazione massima ammissibile viene superata in termini di contenuto di Fe. I suoli, secondo i loro dati, sono fortemente inquinati, ma quando si analizzano campioni di frutta e verdura locali, latticini e prodotti a base di carne, non vengono rilevate anomalie. Il monitoraggio della polvere atmosferica ha rivelato un’irregolarità dell'aria; in alcuni campioni sono stati registrati contenuti di metalli pesanti che non superavano le concentrazioni massime consentite. Si afferma che ci sono rischi di sviluppo del cancro nella popolazione locale. Di conseguenza, gli scienziati hanno confermato le problematiche ambientali, ma non pensano che sia un rischio troppo grande per l’ambiente.

## Luoghi di interesse pubblico
La zona centrale è costituita da case tipiche di 3 o 5 piani, il resto della città è occupato da una zona industriale e settore privato. A est del centro della città si trova il parco cittadino insieme alla pensione per i veterani di guerra e del lavoro. La città si trova nei pressi di una sorgente d'acqua chiamata Mėrgėn šanaagaj Aršan. Nella città si trova anche la chiesa di S. Nicola, una chiesa ortodossa appartenente alla diocesi di Ulan-Udėn della chiesa ortodossa russa di cui fa parte anche la chiesa di Pietro e Paolo.